# Roman Pomajbo
Roman Pomajbo (* 26. duben 1969 Ilava) je slovenský herec a humorista.

## Život
Narodil se v Ilavě, vyrůstal v Bratislavě. Herectví vystudoval na Státní konzervatoři v Brně a na VŠMU v Bratislavě. Po absolvování studia působil ve Vojenském uměleckém souboru, v Divadle Andreja Bagara v Nitře (1991–92) a v Trnavském divadle. V současnosti[kdy?] působí v bratislavském divadle GUnaGU a pražském Divadle na prádle. Na Slovensku je populární díky relacím S.O.S a Niečo za niečo. V českém filmu Kvaska německé režisérky Mirjam Landové ztvárnil cholerického režiséra. Se stejnou režisérkou spolupracoval také na snímku Tacho z prostředí rallye, natočeném v roce 2010.

## Osobní život
S manželkou Petrou má tři dcery, Vivien, Noemi, Timeu a syna Elliota.

## Filmografie
- 1989 Obyčajný špás (Dušan)
- 1995 Hazard (Milan)
- 2004 S.O.S.
- 2006 Niečo za niečo
- 2007 Kvaska
- 2009 Partička
- 2010 Tacho